# Ricardo Muruzábal
Ricardo Muruzábal Viteri (Buenos Aires, Argentina; 7 de julio de 1951 - Algeciras, España, 29 de agosto de 2003), conocido futbolísticamente como Muruzábal, fue un futbolista español que jugaba como delantero. Desarrolló una carrera profesional en la Primera División de España durante la década de 1970, jugando en las filas de la Real Sociedad y el RCD Español. Con estos clubes disputó 78 partidos en la Primera División, marcando 18 goles en esta categoría. 

## Trayectoria
Ricardo Muruzábal nació en Buenos Aires el 7 de julio de 1951. A pesar de nacer en Argentina contaba con nacionalidad española desde su nacimiento, ya que sus padres eran inmigrantes vascos en este país. A los 16 años de edad Ricardo se trasladó con ellos de vuelta a España estableciéndose en la ciudad de Vitoria, donde continuó jugando al fútbol.
Comenzó a jugar al fútbol en la capital alavesa en la década de 1960 defendiendo en categorías inferiores los colores de clubes locales como el Club de Fútbol San Ignacio|San Ignacio y el San Javier. Cuando comenzó a despuntar como buen jugador fue ofrecido al  Deportivo Alavés, pero su fichaje fue desestimado por el equipo alavesista y acabó fichando por la  Unión Deportiva Aretxabaleta| UDA Arechavaleta de categoría regional. Militando en este equipo guipuzcoano fue captado por los ojeadores de la Real Sociedad de Fútbol que lo integraron en su equipo filial, el San Sebastián CF, con el que debutó en categoría nacional (Tercera División) durante la temporada 1970-71. 
Durante la temporada 1971-72 se destapó como goleador en el Sanse marcando 17 goles en 25 partidos. En la temporada siguiente, la 1972-73 siguió marcando un significativo número de goles (12 en 21 partidos) en el Sanse y en el tramo final de temporada fue ascendido al primer equipo por el técnico Rafa Iriondo. Debutó el 4 de abril de 1973, en una eliminatoria de Copa frente al CD Orense, en el que la Real perdió 1:3. Unos pocos días después, el 8 de abril, debutaba en Primera División jugando unos pocos minutos en el Real Sociedad-Deportivo (1:0). En la vuelta de la eliminatoria de Copa marcó su primer gol con la Real, aunque la Real resultó eliminada (4:3) y en la última jornada de Liga, el 20 de mayo, marcó su primer gol en Primera División, un gol que valió una victoria por la mínima (1:0) frente al Athletic Club en el derby vasco.
Muruzábal era uno de los jugadores más prometedores que ascendieron a la Real Sociedad en aquella época procedentes del filial, pero su carrera no alcanzó las cotas que esperaban los técnicos de la Real. Se trataba en cualquier caso de un delantero que desarrollaba un juego incisivo y peligroso de cara a la portería contraria. 
En la temporada 1973-74 entró ya como miembro de la primera plantilla de la Real, a la que pertenecería durante las cinco temporadas siguientes. Durante estos años Muruzábal no consiguió hacerse con la titularidad. En sus dos primeras temporadas la Real obtuvo un meritorio cuarto puesto en Liga, clasificándose para la Copa de la UEFA. El papel de Muruzábal en este éxito fue sin embargo menor ya que fue básicamente un jugador de refresco, así por ejemplo no llegó a debutar en la UEFA. Su mejor etapa en el club fue durante la segunda vuelta de la temporada 1975-76, una campaña menos brillante que las anteriores, en las que tras un mal arranque que dejó a la Real en los últimos puestos, se remontó  en la segunda parte del campeonato y acabó la temporada en una honrosa séptima plaza. Fue durante esta remontada en la segunda vuelta,  que Muruzábal obtuvo continuidad en el juego y marcó un buen número de goles. Esa temporada consiguió dos hat-tricks, uno frente al Athletic en un derby vasco (3:2) y otro frente al Racing (3:2). Muruzábal acabó la temporada como máximo goleador del equipo, marcando 11 goles en Liga y 2 en Copa. En la Copa del Generalísimo 1975-76, la Real con Muruzábal como titular alcanzó las semifinales del torneo donde fue eliminado por el Atlético de Madrid. 
En las siguientes dos temporadas, aunque las inició como titular, acabó jugando muy poco. 
Al finalizar la temporada 1977-78, el hasta entonces entrenador de la Real, José Antonio Irulegui fichó como entrenador del Español. Muruzábal acababa contrato con la Real, donde Satrústegui, López Ufarte e Idígoras le cerraban el paso a la titularidad. En esa coyuntura y con el visto bueno de Irulegui, Muruzábal comenzó a negociar con el Español. La Real sin embargo no estaba dispuesta a dejarle marchar libre y ejerció su derecho a prorrogar unilateralmente el contrato, el llamado derecho de retención, que existía en aquel entonces. Muruzábal en esas circunstancias se puso en rebeldía no aceptando su prórroga de contrato con la Real y aludió a su condición de "extranjero" para impedir que se ejerciera por parte de la Real la prórroga de su contrato, ya que este derecho solo lo podían ejercer los clubes sobre jugadores nacionales. La tesis de Muruzábal sin embargo no prosperó, ya que a pesar de haber nacido en Argentina y tener por tanto derecho a esa nacionalidad, el jugador constaba en la federación como un jugador español. A raíz de esa polémica y enfrentamiento entre jugador y directiva, Muruzábal comenzó la temporada 1978-79 apartado del equipo, estando según algunas fuentes vetado por la directiva de la Real. Lo cierto es que durante la temporada 1978-79 Muruzábal no llegó a jugar un solo minuto con la Real. A media campaña el Español, la Real y jugador acabaron llegando a un entendimiento y negociaron un traspaso, que fue cerrado por 7 millones de pesetas.
Muruzábal llegó al Español en febrero de 1979 con media temporada ya disputada y bajo de forma. No tuvo gran impacto en el equipo, con el que jugó solo 6 partidos y marcó un gol, en la última jornada de Liga. En su segunda temporada tuvo una oportunidad en la jornada quinta siendo titular en un Español-Betis que acabó en empate (0:0). En dicho partido Muruzábal falló un gol cantado a puerta vacía tras regatear al portero, y posteriormente mandó un balón al larguero en otra clara ocasión. Este partido selló de cierta forma su futuro españolista y carrera deportiva.  Al poco fue cesado su gran valedor, Irulegui. Calificado ya como fichaje fiasco, prácticamente descartado y sin oportunidades, solo volvió a jugar en la visita del Español a Atotxa. En agosto de 1980 Muruzábal compró al Español su carta de libertad, poniendo final a su falida etapa como españolista en la que disputó 8 partidos de Liga y marcó un gol.
Con su carta de libertad fichó por el Algeciras CF, equipo recién descendido a Segunda División B que aspiraba al recuperar la categoría; siendo el fichaje estrella del equipo andaluz.  Muruzábal jugó durante una temporada con el Algeciras, pero al fracasar el equipo en su objetivo del ascenso (fue cuarto), el club le dio la baja incapaz de afrontar su ficha.
Sin equipo, Muruzábal estuvo en diciembre de 1981 a prueba en el Alavés, pero el jugador no acabó fichando con el equipo de su ciudad, y decidió poner punto final a su carrera profesional con solo 30 años de edad. 
Ya en su época como futbolista, Muruzábal se dedicó a negocios de hostelería en Ibiza, fundando la famosa discoteca KU de IBIZA, junto con su compañero en la Real "Tigre" Santamaría, (quien fue asesinado años más tarde, en 1993, por la organización terrorista ETA), destacada por la alta sociedad que allí se congregaba. Muruzábal acabó estableciéndose en Andalucía, falleciendo en Algeciras en 2003 víctima de una larga enfermedad a los 52 años de edad. Dejó viuda y tres hijas.